# Предания о героях, стреляющих в орлов (фильм, 1977)
«Предания о героях, стреляющих в орлов» (кит. 射鵰英雄傳) — гонконгский художественный фильм, основанный на одноимённом уся-романе Цзинь Юна. Снят под режиссурой Чжан Чэ на киностудии братьев Шао с Александром Фу и Тянь Ню в главных ролях. Имеет альтернативное русское название — «Храбрый лучник» (англ. The Brave Archer).

## Сюжет
Во времена империи Сун Северный Китай был завоёван империей Цзинь. У двух патриотов, Го Сяотяня и Ян Тесиня, убитых людьми Цзинь, остаются маленькие сыновья. Семь дьяволов Цзяннаня забирают к себе Го Цзина, в то время как Цю Чуцзи берёт под опеку Ян Кана.
Восемнадцать лет спустя Цзин приходит на помощь Хуан Жун, девушке, переодетой под мальчика-бродягу. Они знакомятся с девятипалым бродягой Хун Цигуном, который в качестве благодарности обучает Цзина пятнадцати из восемнадцати техникам «железной ладони». Находясь в поисках учителей Цзина, он спасает Чжоу Ботуна от Хуан Яоши, отца Жун. Став кровными братьями, Ботун сообщает Цзину, что у него есть одно из руководств по кунг-фу. Первоначально было два тома, однако жена Яоши забрала второй том и запомнила его содержимое, поэтому Ботун порвал его. Супруга Яоши, тем не менее, восстановила содержимое второго тома. С тех пор отец Жун держал Ботуна в заключении на острове, поскольку хотел заполучить первый том.
Ботун обучает кровного брата по первому тому и заставляет выучить его, в то время как Яоши организует свадьбу дочери с принцем Оуян Кэ. Жун посылает Цзиню записку, после чего тот объявляется; учитель Цигун приходит к Яоши с просьбой, чтобы тот позволил своей дочери выйти замуж за Цзина. Яоши устраивает дружеский поединок между принцем и Цзином — победитель женится на Жун. Цзин выигрывает первый поединок без оружия. Второй поединок музыкальный: Цзин играет на барабане, чтобы аккомпанировать флейте Яоши; победа в нём достаётся принцу. Третье испытание состоит в том, чтобы прочитать второй том Ботуна и пересказать его. Не умеющий читать Цзин пересказывает первый том вместо второго, из-за чего Яоши полагает, что дух его покойной жены выбрал парня в женихи Жун.

## В ролях
- Александр Фу — Го Цзин[англ.]
- Тянь Ню[кит.] — Хуан Жун[англ.]
- Дэнни Ли[англ.] — Оуян Кэ[кит.]
- Ли Иминь — Ян Кан[англ.]
- Ку Фэн — Северный Бродяга Хун Цигун[англ.]
- Филип Куок[англ.] — Большой Ребёнок Чжоу Ботун[англ.]
- Ю Вин — Ваньянь Хунле[кит.]
- Цай Хун — Кэ Чжэньэ[кит.]
- Фань Мэйшэн — Лян Цзывэн
- Джонни Ван[англ.] — Северный Яд Оуян Фэн[англ.]
- Лю Хуэйлин — Бао Сижо[кит.]
- Чу Цзин — Липин
- Чжань Сэнь[англ.] — Линчжи Шанжэнь
- Ку Куньчун[кит.] — Восточный Демон Хуан Яоши[англ.]
- Кара Хуэй — Му Няньцы[англ.]
- Юй Хайлунь — Мэй Чаофэн[кит.]
- Ван Цинлян — Чэнь Сюаньфэн
- Стефан Ип[кит.] — Лу Чэнфэн
- Ти Лун — Южный Император Дуань Чжисин[англ.]
- Ён Хун — Цю Чуцзи
- Ли Шаохуа — Ван Чуи[англ.]
- Лам Файвон — Чжу Цун
- Ло Ман[англ.] — Хань Баоцзюй
- Джейми Лук — Нань Сижэнь
- Лу Фэн — Чжан Ашэн
- Чжао Чжунсин — Цюань Цзиньфа
- Чау Кит — Хань Сяоин
- Брюс Тхон — Го Сяотянь
- Дик Вэй — Ян Тесинь[кит.]
- Сунь Шупэй — Ша Тунтянь

## Критика
Фильм получил неоднозначную реакцию кинокритиков. Некоторые критики сходятся во мнении, что Чэ напрасно пытается включить всех персонажей и линии взаимоотношений между ними из романа, поскольку это мешает зрителю разобраться в сюжете.

## Продолжения
Последующие фильмы включают в себя:
- «Предания о героях, стреляющих в орлов. Продолжение» или «Храбрый лучник 2» (1978, 射鵰英雄傳續集, The Brave Archer 2)
- «Предания о героях, стреляющих в орлов. Часть 3» или «Храбрый лучник 3» (1981, 射鵰英雄傳第三集, The Brave Archer 3)
- «Божественный орёл и товарищ-рыцарь» или «Храбрый лучник и его помощник» (1982, 神鵰俠侶, Brave Archer and His Mate)